# Magical Incantation
Magical Incantation ist ein Jazzalbum von Ivo Perelman und Matthew Shipp. Die am 23. April 2024 in den Park West Studios in Brooklyn  entstandenen Aufnahmen erschienen am 23. Mai 2024 als CD und Download auf dem Label Soul City Sounds.

## Hintergrund
Perelman und Shipp sind sich nicht fremd (die beiden haben bis dato 19 Duettaufnahmen veröffentlicht, außerdem in kleineren und größeren Ensembles zusammen gearbeitet) und setzen ihre langjährige Zusammenarbeit mit acht gemeinsamen Improvisationen fort, die zum Kern menschlicher Verbindung vordringen, notierte Mike Jurkovic.

## Titelliste
- Ivo Perelman + Matthew Shipp: Magical Incantation (Soul City Sounds)[2]

1. Prayer 4:59
2. Rituals 4:17
3. Lustihood 5:36
4. Enlightenment 5:34
5. Sacred Values 4:30
6. Incarnation 5:58
7. Vibrational Essence 7:22
8. Magical Incantation 7:35

Die Kompositionen stammen von Ivo Perelman und Matthew Shipp.

## Rezeption
In guten wie in schlechten Zeiten würden diese beiden Spieler wissen, dass Kommunikation für das ganze Unterfangen unerlässlich ist, meint Mike Jurkovic, der das Album in All About Jazz rezensierte. „Sacred Values“ und „Incantation“ machten kühnen Gebrauch von Shipps meisterhaften harmonischen Fürbitten und tanzendem Donner. „Prayer“, die Eröffnungssalve von Magical Incantation, zeigt das Duo in entspannter Balladenstimmung. „Rituals“ schwelge in seiner reflexiven Kantigkeit. Wie auf bahnbrechenden Aufnahmen der beiden wie Fruition von 2022, Live in Nuremberg (2019) und der Hommage an Maria Callas (Callas, Leo Records, 2015) erinnere das Duo an alle vertrauten Konzepte und formuliere sie neu, indem es sie initiiere und beschwöre, während es furchtlos durch das aktive Unbekannte schreite. Zu diesem Zweck würde sich „Vibrational Essence“ wie eine langsame Flut formen, deren rollende Kanten die Vorstellung, dass eine menschliche Stimme besser ist als alle anderen, in Frage stellen und definieren.
Nach über einem Jahrzehnt Zusammenarbeit hätten der Tenorsaxophonist Ivo Perelman und der Pianist Matthew Shipp das wichtige Ziel erreicht, eine eigene Sprache zu schaffen, stellte Kevin Le Gendre in Jazzwise fest. Ihre Klänge und ihr Sound – was sie als Einzelpersonen und als Duo machen – seien von der ersten bis zur letzten Note erkennbar. Die Spieler verfügen über die klangliche Breite, um den Ideenfluss aufrechtzuerhalten. Perelmans Instrument bewege sich nahtlos von harter, trockener, vibratoloser Festigkeit zu sinnlicher Leichtigkeit, und Shipp habe in seinen verführerisch schiefen Einzelnotenmotiven ebenso viel Finesse wie in seinem auf dem Beat spielenden Bass Kraft. Das Endergebnis sei unerbittlich forschende, manchmal beunruhigende Musik. Allerdings würde Magical Incantation nicht die gleichen Höhen wie einige der „Klassiker“ des Duos erreichen, etwa das großartige Corpo von 2016, aber es sei dennoch ein lohnendes Dokument von Musikern, die sich selbst bewundernswert treu bleiben und wissen, was die Kunst der Improvisatoren hervorbringen kann.